# Anders Torstenson (överste)
Anders Torstenson, född 1676, död 28 juni 1709 i slaget vid Poltava, var en svensk greve och överste. 

## Familjeförhållanden
Anders Torstenson var son till riksrådet  och generalguvernören Anders Torstenson och hans hustru Christina Catharina Stenbock. Han var sonson till fältmarskalken Lennart Torstenson samt bror till Carl Ulrik Torstenson (1685-1727), som blev den siste manlige arvtagaren i sin släkt till Ulvsunda slott i Bromma socken i Uppland. Carl Ulrik Torstenson gjorde en militär karriär och slutade som överste för Närke-Värmlands regemente 1727.

## Karriär
Anders Torstenson blev fänrik vid kursachsiska gardet i mars 1694 och året därpå, i februari 1695 blev han sekundlöjtnant och i februari 1696 blev han premiärlöjtnant, följt av kaptenslöjtnant i december samma år. I juli 1697 blev han kapten. Han bevistade kampanjerna vid Rhen 1694 och i Böhmen 1695 samt belägringen av Timișoara i västra Rumänien 1697. Staden Timișoara ([timiˈʃo̯ara]) heter på ungerska Temesvár och är belägen cirka 40 kilometer från den ungerska och serbiska gränsen.
I stralsundska infanteriregementet blev han kapten 10 januari 1698, fördubblingskapten vid dalregementet 30 september 1700, och kapten vid livgardet 9 december samma år. Därefter blev han  generaladjutant 12 december 1703, överste för Viborgs läns fördubblingskavalleriregemente 11 juni 1706. Torstenson var förbandschef i Viborgs läns fördubblingskavalleriregemente under åren 1706-1707. Den 26 januari 1707 var han överste för Nylands och Tavastehus läns kavalleriregemente. Torstenson var förbandschef för Nylands och Tavastehus läns kavalleriregemente under åren 1707-1709.

## Stupade i slaget vid Poltava

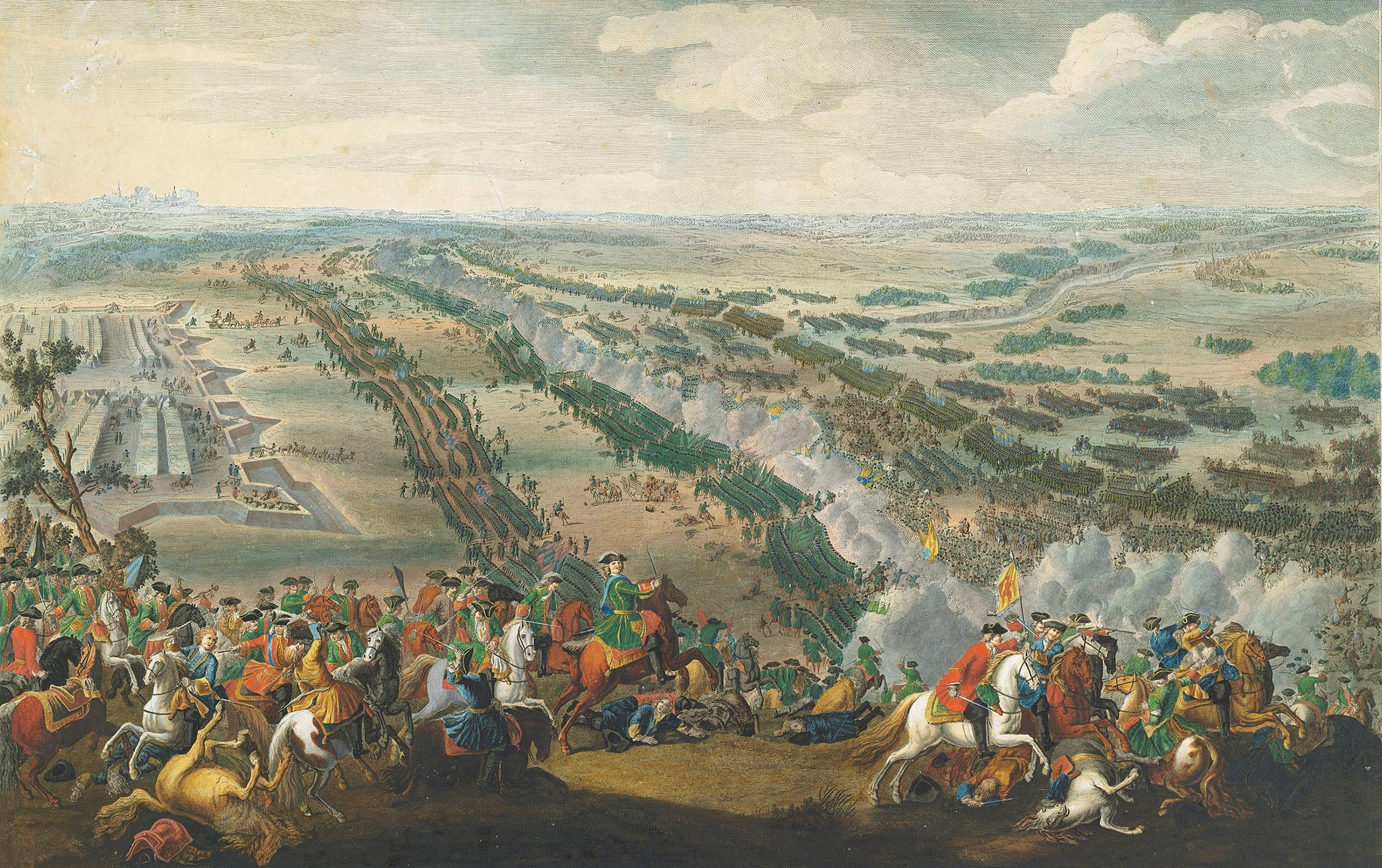
Slaget vid Poltavas slutskede. Målning av Pierre-Denis Martin, på uppdrag av Peter den store.

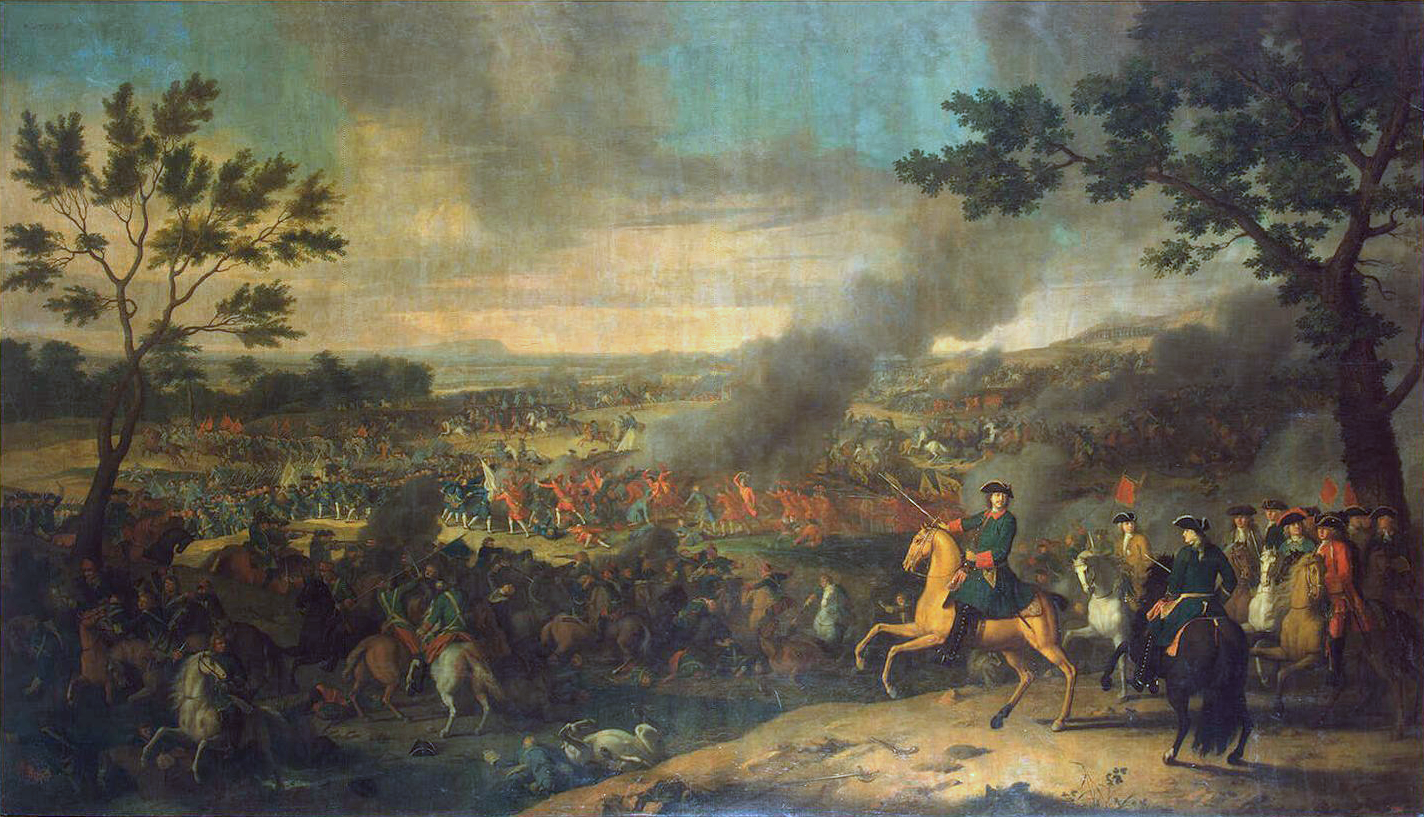
Slaget vid Poltava 1709, oljemålning av Louis Caravaque (död 1752), en fransk porträttmålare som arbetade i Ryssland.

Anders Torstenson, som var 33 år och ogift, stupade i strid den 28 juni 1709 i slaget vid Poltava i nuvarande östra Ukraina.

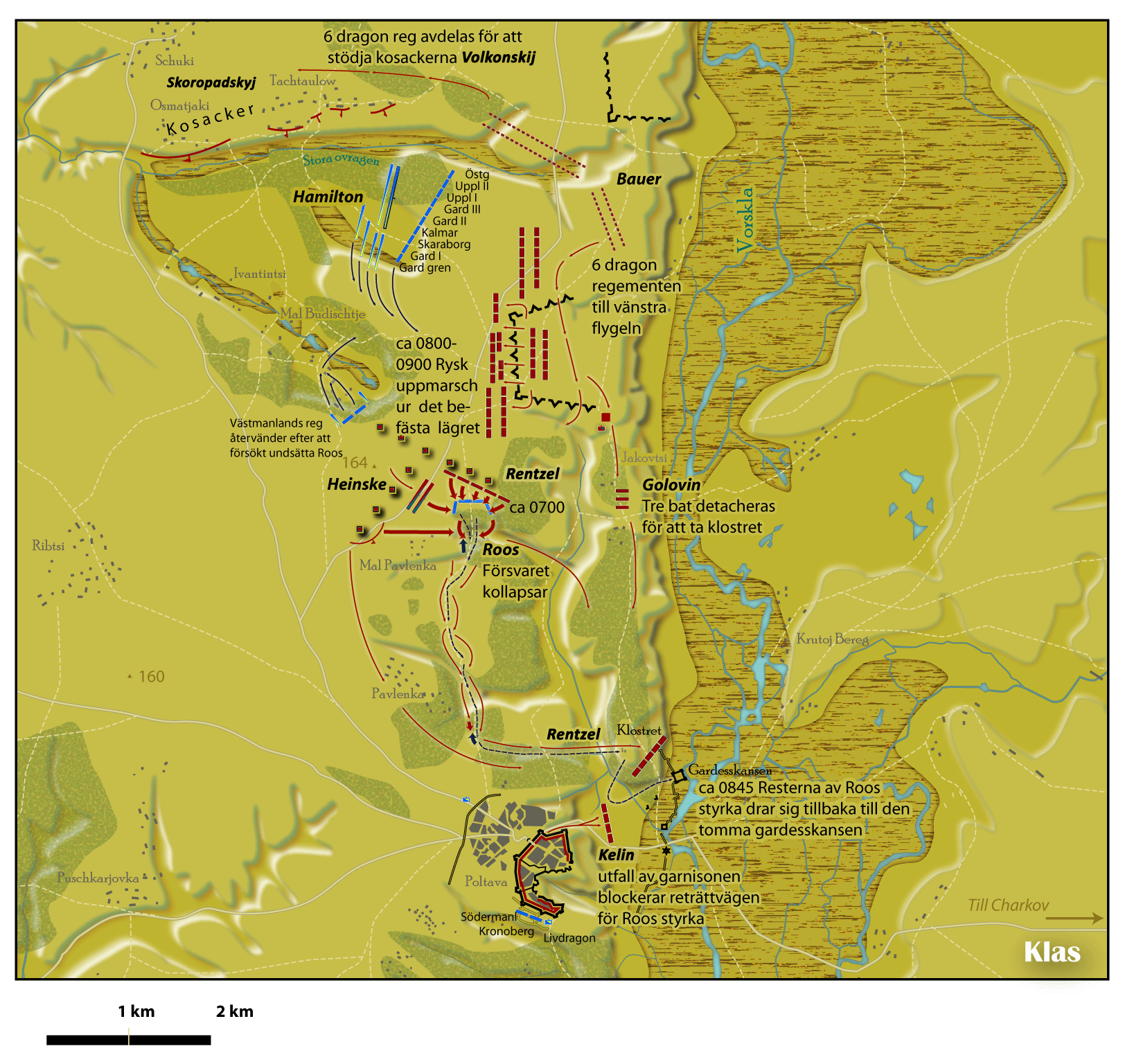
Karl XII på slagfältet, Carl Gustaf Roos grupp krossas. En av kolonnerna under generalmajor Carl Gustaf Roos fastnade på en av skansarna, den drevs tillbaka och tvingades att kapitulera efter tapper kamp.

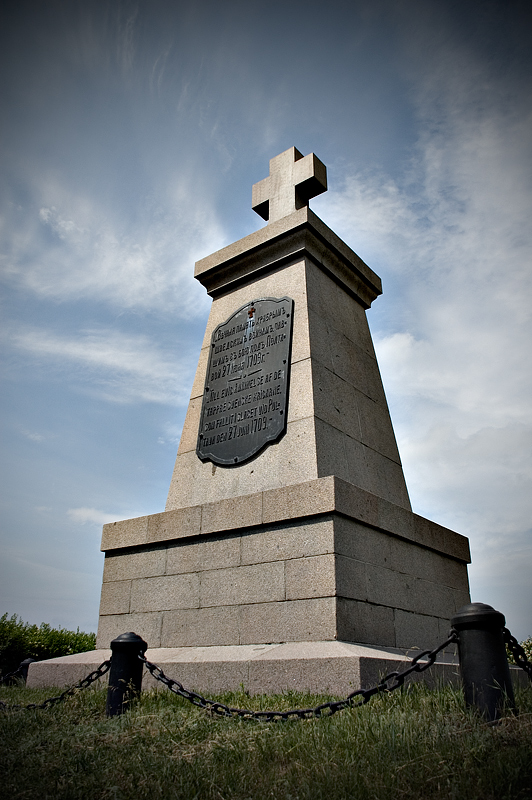
Minnessten på slagfältet till minne av de stupade svenska soldaterna med texten (på ryska och svenska): "Till evig åminnelse af de tappre svenske krigare som fallit i slaget vid Pultava den 27 juni 1709."

Slaget vid Poltava utkämpades den 28 juni 1709 (enligt den svenska kalendern; 27 juni enligt den julianska kalendern och 8 juli enligt den gregorianska kalendern) och var en av de mest betydelsefulla militära drabbningarna i Sveriges historia. Slaget vid Poltava framstår som en kollaps från den svenska härledningen. Nylands och Tavastehus läns kavalleriregemente leddes av regementets chef, överste Anders Torstenson. Två skvadroner, av de 8 skvadronerna med totalt 525 man, dök då upp, totalt var det 170 man. Herman Lindqvist skriver i Historien om Sverige, Storhet och fall: "Torstenson förstod att den mjuka massan av flyende karoliner kommer att krossas av den ryska vågen som nu vällde fram. Han gav order om attack, och nylänningarna red rakt in i de ryska leden i ännu en självmordsexpedition, en offergärning för att ge fotfolket tid att komma undan. Obönhörligt uppslukades nylänningarna av den ryska vågen. Bara ett femtiotal av dem överlevde, nästan alla svårt sårade."
Vidare skriver Lindqvist: "En av de sårade var 32-årige premiärlöjtnanten Johan Gyllenbögel från Kimito i Åbo skärgård. Han fick bägge kindbenen genomborrade och togs till fånga. Lika allvarligt var det för helsingforsaren, ryttmästaren Gustaf Adam Sture, 31 år, men bägge återkom så småningom till sitt regemente och återgick i tjänst. Borta för alltid var den unge översten Torstenson, han stupade liksom de flesta andra av regementets officerare."
Kungen Karl XII hade börjat belägra staden Poltava för att locka tsar Peter den store att anfalla. Kungen lyckades också framtvinga ett avgörande. Tsaren gick över Vorskla med sin armé, och slaget kom till stånd helt enligt kungens beräkningar. Han kunde på grund av en sårskada tyvärr inte själv leda slaget. Marskalken Carl Gustaf Rehnskiöld var kungens ställföreträdare och han sökte på bästa sätt genomföra kungens plan. Det hela slutade i nederlag genom en rad felaktiga manövrer, framför allt av infanterichefen Adam Ludwig Lewenhaupt. Kungen befann sig våren 1709 i ett tvångsläge. Detta gav inte utrymme åt några offensiva operationer. Kungens 23.000 soldater stod instängda mellan tre floder, kvarteren var utsugna och i öster och väster stod fientliga trupper. Kungen föredrog i detta läge att riskera sin armé i en desperat kamp på liv och död med skeppen brända bakom sig.
Karl XII fick den 22 juni 1709 besked om att han inte kunde påräkna några förstärkningar vare sig från Turkiet eller från Polen. Han hade inget mer att hoppas på. Armén led brist på ammunition, utrustningen för försliten och hästbeståndet var illa medfaret. För honom återstod det endast att utan dröjsmål gå till anfall mot ryssarna, som stod i ett befäst läger på svenskarnas sida av Vorsklafloden, en biflod till Dnepr i Lillryssland, norr om Poltava. Vorsklafloden flyter genom Poltava och rinner sedan ut i Dnepr. Kungen var tvungen att föra ut armén på slagfältet fastän han var sårad och inte kunde föra befäl. Söder om lägret anlade tsaren 6 kraftiga skansar den 26 juni och sitt kavalleri placerade han på fältet bakom skansarna. Svenskarna marscherade upp på slagfältet natten till den 28 juni. Cirka 16.000 svenskar stod mot 40.000 ryssar. Ett liknande styrkeförhållande var det vid Narva, men nu var läget ett annat. Tsaren hade byggt upp en armé som i västerländsk mening, det var en armé som kunde mäta sig med den svenska.
Fälttågsplanen hade kungen och Carl Gustaf Rehnskiöld gjort upp tillsammans. På bred front skulle svenskarna tränga genom skanslinjen, vräka undan det ryska kavalleriet och sedan "attakera fienden inom hans verk med värjan i hand", enligt Karl XII:s levnadstecknare Jöran Nordberg. Ryssarna hade hunnit kasta upp 4 nya skansar i rät vinkel mot den gamla skanslinjen, upptäckte Rehnskiöld under uppmarschen. Om han lät trupperna rycka fram i slagordning skulle linjerna ofelbart brytas. Därför var han tvungen att gruppera om armén i kolonner. Omläggningen av stridsplanen orsakade förvirring och tidsspillan.
Överraskningsmomentet var borta när det samlade anfallet äntligen slogs ut. Större delen av infanteriet slog sig igenom och det ryska kavalleriet drevs visserligen undan. En av kolonnerna under generalmajor Carl Gustaf Roos fastnade på en av skansarna, den drevs tillbaka och tvingades att kapitulera efter tapper kamp. Av generalmajor Carl Gustaf Roos' 2.600 man återstod då bara 400 man. I ett stort skogsparti väster om det ryska lägret återsamlades svenskarna. De båda lägren hade ingen kontakt med varandra under 3 timmar. I fåfäng väntan dröjde svenskarna på Roos' kolonn. Tsaren lät under tiden sina trupper rycka ut på det öppna fältet. Kungen föreslog att Rehnskiöld skulle låta kavalleriet gå till anfall, innan det ryska fotfolket hunnit gruppera sig, men Rehnskiöld ville vänta tills hans trupper kommit i ordning. Därmed övergick initiativet till ryssarna. Det svenska fotfolket gick till anfall med värjan i hand mot ryssarnas nära 100 kanoner omkring klockan nio på morgonen. De sprang mot döden, säger löjtnant Fr. Chr. von Weihe i sin dagbok från 1708-1712, och mejades ner av artilleriet, innan de hann bruka sina vapen. Efter en halvtimmes strid var nederlaget ett faktum.
Under återsamlingen hade greve Carl Piper lagt sig att sova nära kungens bår under ett träd "i en öppen trädgård". Han väcktes av kanslirådet Olof Hermelin, som berättade att fienden bara var på ett par muskötskotts avstånd. Carl Piper satte sig till häst, men runt honom var allt trängsel. Han stötte samman med Carl Gustaf Rehnskiöld  och frågade: "Var är kungen?" Rehnskiöld svarade: "Alles ist verloren!" Båda blev tillfångatagna kort efteråt. Nära hälften av den svenska styrkan sattes ur spel. Omkring 300 officerare och 6.600 underofficerare och manskap beräknas ha gått förlorade, därav var cirka 3.000 fångar. Kungen steg nu till häst och tog själv befälet. Han lyckades med en oerhörd kraftansträngning samla kavalleriet och det återstående fotfolket väster om Poltava. Spillrorna av armén avmarscherade framåt eftermiddagen söderut längs floden Vorskla mot Perevolotjna och kapitulationen.
Resultatet av slaget vid Poltava blev en avgörande rysk seger. Karolinska armén krossades och Karl XII flydde till Osmanska riket och gick i exil.